# Tutcetus
Tutcetus es un género extinto de diminuto cetáceo basilosáurido del Bartoniano de Egipto. Tutcetus, que lleva el nombre del niño faraón Tutankamón, es uno de los basilosáuridos más antiguos conocidos de África y el miembro más pequeño de la familia. Se sugiere que el espécimen tipo, un subadulto cercano a la madurez, sólo midió aproximadamente 2,5 m (2,7 yd) de largo. El género es monotípico, incluyendo únicamente la especie T. rayanensis . Esta nueva especie ha sido dada a conocer, en el rigor científico, como Tutcetus rayanensis. Al haber vivido hace 41 millones de años, la ballena referida es uno de los registros más antiguos que se tiene de esa familia en África. Por si fuera poco, con su descubrimiento, se amplía el conocimiento en torno a las primeras ballenas.

## Historia y denominación
La historia evolutiva de las ballenas agrega otro episodio importante a su línea con el hallazgo de los fósiles del basilosaurido más pequeño conocido hasta la fecha. Se trata de una especie extinta que vivió en un antiguo mar ubicado en el actual territorio de Egipto. Debido a que el ejemplar hallado falleció en un punto cercano a su edad adulta, los científicos nombraron al animal en honor a Tutankamón, el faraón que murió a los 18 años.
Tutcetus fue descrito a partir de un único ejemplar, MUVP 501, un cráneo incompleto encontrado junto a ambas mandíbulas, el hioides y algunas de las primeras vértebras del cuello. Los restos proceden de la depresión de Fayum en Egipto, conocida por su rico registro de ballenas primitivas. Más específicamente, los huesos de Tutcetus provienen de la Formación Sath El-Hadid, que data del Bartoniano temprano (ca. 41 millones de años).
El nombre Tutcetus es una referencia al faraón Tutankamón, también conocido como Rey Tut, un niño rey que murió cuando sólo tenía 18 años. El nombre fue elegido para reflejar el pequeño tamaño y la corta edad de Tutcetus . La segunda parte del nombre genérico es la palabra griega antigua para ballena, "cetus". Mientras tanto, el nombre de la especie significa "del área de Wadi El-Rayan " en referencia a la ubicación tipo.
La mayor parte de los lados de los huesos nasales está en contacto con los maxilares, con sólo una pequeña sección hacia el frente de los nasales en contacto con los premaxilares.
Los premolares superiores e inferiores de Tutcetus se diferencian de los de todos los demás basilosáuridos en el número de cúspides de dientes accesorios. Tutcetus presenta dos cúspides accesorias mesiales (dirigidas hacia la parte frontal de la mandíbula) y tres cúspides accesorias distales (dirigidas hacia la parte posterior de la mandíbula). Los premolares también se diferencian en algunos otros aspectos. Son notablemente más gráciles que los de otros basilosáuridos y el esmalte de los dientes es mucho más liso. El cuarto premolar parece haber sido el diente más grande tanto en la mandíbula superior como en la inferior. El primer premolar no parece haber tenido un reemplazo, lo que sugiere una de dos cosas. O el primer premolar deciduo se conserva incluso hasta la edad adulta, o el primer premolar se desarrolla sin tener un precursor temporal.

### Tamaño
Los restos de la ballena dan cuenta del cráneo, de los huesos hioides y de la vértebra atlas. Los paleontólogos dieron con los fósiles hace cinco años en la Depresión de Fayum, una cuenca desértica cercana al río Nilo. Gracias al análisis de las piezas los investigadores determinaron que el ejemplar murió poco antes de llegar a su edad adulta. Tutcetus puede haber sido el basilosáurido más pequeño conocido con una longitud estimada de 2,51-2,55 m (2,7-2,8 yd) y un peso estimado de 180,4-187,1 kg (397,7-412,5 lb) . Aunque la madurez es difícil de determinar en los fósiles, Antar y sus colegas señalan varios factores observados en Tutcetus que dan pistas sobre la edad del animal en el momento de su muerte. Estos factores incluyen tanto la etapa de erupción de los dientes como la fusión de los huesos, que son todos más avanzados que los del Dorudon juvenil más antiguo conocido y sugieren que el holotipo de Tutcetus era un subadulto avanzado al borde de la edad adulta.

## Paleobiología
Antar y sus colegas señalan que, más allá de determinar la edad a la que murió el animal, el patrón de reemplazo de dientes observado en Tutcetus también puede dar pistas adicionales sobre cómo vivía el animal. Tutcetus tenía molares que erupcionaron bastante temprano, lo que sugiere que el cambio de dientes temporales a permanentes ocurrió rápidamente en miembros de esta especie. Según Antar et al. Sin embargo, el rápido inicio del reemplazo de dientes se asocia con animales que maduran rápidamente y no envejecen excepcionalmente. Argumentan que la baja esperanza de vida inferida de Tutcetus, combinada con su diminuto tamaño, indica que era un animal precoz que creció más rápido y murió más joven que los basilosáuridos más grandes de su época.
Los depósitos en los que se encontró Tutcetus coinciden con el tipo de aguas tropicales, cálidas y poco profundas que las ballenas buscarán como lugar de parto, y los autores sugieren que la localidad representa precisamente eso. Antar y sus colegas señalan que la etapa de reemplazo de dientes durante la cual murió el espécimen holotipo de Tutcetus podría sugerir que la especie tenía una tasa de mortalidad infantil relativamente más joven en comparación con el Dorudon, mucho mejor muestreado. Destacan además cómo se esperarían tales patrones en especies que dan a luz cada año a una sola cría. Sin embargo, también señalan que esta hipótesis no se puede probar hasta que se encuentre y describa más material de Tutcetus.
Otro aspecto de la biología de Tutcetus explorado brevemente en la descripción del tipo es la relación entre su entorno y su pequeño tamaño corporal. Si bien el pequeño tamaño de Tutcetus podría ser simplemente un resto de su ascendencia protocétida más pequeña, también es posible que su pequeño tamaño pueda estar directamente relacionado con el período de calentamiento global conocido como máximo térmico luteciano. Como el envejecimiento y la mortalidad son más prominentes en condiciones más cálidas, el pequeño tamaño y la maduración temprana de Tutcetus podrían haber sido adaptaciones a estas condiciones más cálidas, lo que permitió que el animal se reprodujera más rápidamente. Por otro lado, los grandes tamaños de los basilosáuridos posteriores, como el propio Basilosaurus, pueden haber sido impulsados por el óptimo climático del Eoceno medio o el breve período de enfriamiento entre el máximo térmico luteciano y el óptimo climático del Eoceno medio. Antar y sus colegas concluyen que el tamaño corporal de estas primeras ballenas puede haber sido impulsado principalmente por el clima, mientras que la forma del cuerpo habría cambiado principalmente en respuesta a la competencia.